# Futbolniy Klub Sibir
Futbolniy Klub Sibir (em russo: Футбольный клуб «Сибирь») foi um clube de futebol profissional russo da cidade de Novosibirsk que jogava o Campeonato Russo de Futebol.
| N.º |              | Posição | Jogador                                              |
| --- | ------------ | ------- | ---------------------------------------------------- |
| 1   | Rússia       | G       | Aleksei Solosin                                      |
| 3   | Bielorrússia | D       | Dmitry Molosh                                        |
| 4   | Chéquia      | D       | Tomáš Vychodil                                       |
| 7   | Lituânia     | M       | Mantas Savėnas                                       |
| 8   | Rússia       | D       | Aleksandr Makarenko                                  |
| 9   | Rússia       | A       | Aleksandr Antipenko                                  |
| 11  | Chéquia      | M       | Tomáš Čížek                                          |
| 13  | Rússia       | A       | Aleksei Medvedev (capitão)                           |
| 14  | Rússia       | M       | Aleksandr Degtyaryov                                 |
| 15  | Rússia       | M       | Ivan Nagibin                                         |
| 17  | Rússia       | D       | Denis Bukhryakov                                     |
| 20  | Rússia       | M       | Aleksandr Shulenin                                   |
| 21  | Sérvia       | D       | Nikola Valentić                                      |
| 22  | Bielorrússia | D       | Egor Filipenko (Por empréstimo do FC Spartak Moscow) |

| N.º |          | Posição | Jogador             |
| --- | -------- | ------- | ------------------- |
| 24  | Lituânia | D       | Arūnas Klimavičius  |
| 27  | Rússia   | M       | Aleksei Aravin      |
| 30  | Polónia  | G       | Wojciech Kowalewski |
| 52  | Rússia   | M       | Yevgeni Zinovyev    |
| 54  | Rússia   | M       | Aleksei Vasilyev    |
| 61  | Rússia   | D       | Roman Amirkhanov    |
| 66  | Rússia   | M       | Aleksandr Mineyev   |
| 70  | Chéquia  | D       | Martin Horák        |
| 88  | Rússia   | M       | Maksim Astafyev     |
| 91  | Rússia   | M       | Aleksandr Shumov    |
| 94  | Rússia   | D       | Kirill Orlov        |
| 97  | Rússia   | M       | Nikolai Lipatkin    |
| 99  | Rússia   | A       | Igor Shevchenko     |